# 井上涼
井上 涼（いのうえ りょう、1983年6月10日 - ）は、日本の映像アーティスト。兵庫県小野市出身。東京都在住。

## 来歴
- 2007年 - 金沢美術工芸大学美術工芸学部デザイン学科視覚デザイン専攻卒業。卒業制作作品「赤ずきんと健康」がBACA-JA佳作受賞。2011年にはトロントジャパニーズショートフィルムフェスティバルで映画祭賞受賞。
- 大学卒業後は、広告代理店のアートディレクターとして2014年まで勤務。サラリーマン生活のかたわらアート制作活動を平行して行っていた[3][4]。
- 2010年 - 七尾旅人『検索少年』ミュージックビデオコンテストでファイナリスト。
- 2012年8月 - 『テクネ 映像の教室』（NHK Eテレ）に出演、プロジェクションマッピング技法を駆使した作品「小人ピザ」を提供。
- 2012年 - 第24回CGアニメコンテストで「YADOKARI」が佳作受賞。
- 2013年8月 - 世界の「びじゅつ」を自作の歌とアニメで紹介する番組『びじゅチューン!』（NHK Eテレ）が放映開始。
- 2013年8月 - AKB映像センター（フジテレビ）で渡辺麻友とコラボし、「まゆゆのプロジェクションマッピング」アニメーションを制作。
- 2013年11月 - アクサダイレクト生命 presents「寿ビデオ大賞」で「ハヤシフサイ」が入賞。
- 2016年 - 4月から毎日小学生新聞でフルカラー漫画『美術でござる』連載開始。
- 2016年7月10日 - 同日から同年9月4日まで岡山県倉敷市の大原美術館で、『井上涼のとらとらまごまご展』開催。
- 2016年11月12日 - 金沢21世紀美術館の「ICAF2016金沢」でトークショーとミニライブを開催。
- 2017年6月17日 - 生誕ライブ『井上涼プレゼントいらずの誕生会』を開催。
- 2017年8月26日 - この日から同年9月24日まで兵庫県立美術館にて個展『井上涼・忍者と県立ギョカイ女子高校』展を開催。
- 2018年7月6日 - 同日から同年9月2日まで、鹿児島県霧島アートの森にて個展『井上涼展 夏休み!オバケびじゅチュ館』を開催。

## 人物
「楽しみ」をテーマに映像、イラスト、漫画、パフォーマンスなど、様々な制作活動をしている。作品製作のほとんど（作曲、作詞、歌、撮影、台詞、イラスト、編集など）を1人でこなしている。
音楽の基礎は高校生時代に入っていた吹奏楽部で身に付いた。作曲を始めたのは大学に入ってから。作品を作る際に音楽が欲しかったが人に頼むのは気が引けたため、自力で作ることにしたという。
父は彫刻家の井上直（現代美術作家の井上直とは別人）。
実写の映像作品では、自身が女装して登場する作品を多く手がける。ただし、女装するのは作品などのパフォーマンス時のみであり、趣味というわけではない。
2005年には、自身がゲイであるということを作品を通して報告している。
会社に勤めながら限られた時間のなか制作活動をしていたが、2014年からアーティスト業に専念している。
ヒュー・ジャックマン、宇多田ヒカル、Perfumeのファン。
LGBTとの接点をもつ場所になることを目的としたサイト「やる気あり美」のメンバー。

## 作品

### 映像作品
- TOP RUNNER（デビュー作）
- ゲイの歌2005
- 赤ずきんと健康
- デビュー
- アイドルヶ丘
- SFの魔女(第1回・NY篇・第3回・第4回・第5回・最終回)
- 魔女の歌
- YADOKARI
- さようなら忍者A
- さようなら忍者A（どちらかというと曲がメインVer）
- HATOYA
- 小人ピザ
- マチルダ先輩
- ぜんぶマシになーあれ（マチルダ先輩の歌だけVer）
- プロジェクション魔女ッピング
- マチルダ先輩2
- マチルダ先輩のファッションショー
- Wanna Be A Tuna
- 夏休みオブザ忍者
- 氷結おとな名作劇場 ヒョー劇!
- じょじょ
- 思わせぶりなノンケ男性の一言GIF劇場（「やる気あり美」サイト内「井上涼のすばらGIF劇場」）
- 確信（「やる気あり美」として他メンバーと共同して制作)
- びじゅチューン!
- 小野かっぱ（小野市PV）
- 懐かしくなってくれない（リサイクルシテネ デビュー曲のMVのアニメ）

### CMやコラボレーション
- ユーグレナ『ユーグレナ・ファームの緑汁』「レ・ミドリジル」(ウェブCM)
- キリン『氷結』「氷結おとな名作劇場 ヒョー劇!」（キャラクターデザインと作画を担当）
- UHA味覚糖『ぷっちょ』とのコラボ企画「サラ毛ぷっちょ」
- 奈良市ニュース オープニングアニメ（奈良市ホームページ内の動画）
- 奈良市限定アニメ「奈良なら ナラナラ!」（奈良市ホームページの「奈良市ニュース」内で公開）
- 時代劇専門チャンネルキャラクターアニメーション「若がゆく」
- ズームイン!!サタデー一部コーナーのオープニングアニメ
- 森永乳業クラフトフレッシュモッツァレラ、ひとくちモッツァレラ

### 他アーティストとのコラボレーション
- DJみそしるとMCごはん『きゅうりのキューちゃん』PV 監督および出演（貴婦人の役）
- ごちそんぐDJ
  - 夏Ver.「オペレッタ 必食料理人」玲瓏豆腐(こおりどうふ)の回、姉妹の姉役で出演
  - 秋Ver.「リコッタチーズ」の回、ミルク姉妹の姉リコッタ役で出演

### その他
- 辻村深月『図書室で暮らしたい』（挿絵担当)
- ソトコト『ゲイの僕にも、星はキレイで肉はウマイ』（挿絵担当）